# Múscul antagonista
Un antagonista és un tipus de múscul que actua en oposició al moviment generat per l'agonista i és responsable de tornar l'extremitat a la seva posició inicial. Per extensió s'aplica a qualsevol òrgan l'acció de qual s'oposa a la d'altres homòlegs en la mateixa regió anatòmica, com alguns músculs, nervis, dents, etc.